# Breaker Mountain
Breaker Mountain är ett berg i Kanada.   Det ligger på gränsen mellan provinserna British Columbia och Alberta, i den centrala delen av landet, 3 100 km väster om huvudstaden Ottawa. Toppen på Breaker Mountain är 3 062 meter över havet, eller 386 meter över den omgivande terrängen. Bredden vid basen är 2,1 km.
Terrängen runt Breaker Mountain är bergig åt nordväst, men åt sydost är den kuperad.Trakten runt Breaker Mountain är nära nog obefolkad, med mindre än två invånare per kvadratkilometer.. Det finns inga samhällen i närheten. 
Trakten runt Breaker Mountain består i huvudsak av gräsmarker.